# Sami Repo
Sami Matti Repo (Rautjärvi, 8 novembre 1971) è un ex fondista finlandese.

## Biografia
In Coppa del Mondo ottenne il primo risultato di rilievo il 29 febbraio 1992 a Lahti (47°), il primo podio il 18 dicembre 1994 a Sappada (2°) e la prima vittoria il 12 febbraio 1995 a Oslo.
In carriera prese parte a tre edizioni dei Giochi olimpici invernali, Lillehammer 1994 (37° nella 50 km), Nagano 1998 (18° nella 10 km, 34° nella 30 km, 20° nell'inseguimento, 3° nella staffetta) e Salt Lake City 2002 (40° nella 30 km, 21° nella sprint, 31° nell'inseguimento, 11° nella staffetta), e a cinque dei Campionati mondiali (5° nella staffetta a Ramsau am Dachstein 1999 il miglior risultato).

## Palmarès

### Olimpiadi
- 1 medaglia:
  - 1 bronzo (staffetta a Nagano 1998)

### Coppa del Mondo
- Miglior piazzamento in classifica generale: 15º nel 1997
- 13 podi (3 individuali, 10 a squadre[1]):
  - 5 vittorie (a squadre)
  - 4 secondi posti (1 individuale, 3 a squadre)
  - 4 terzi posti (2 individuali, 2 a squadre)

#### Coppa del Mondo - vittorie
| Data             | Località             | Nazione   | Spec.                                                           |
| ---------------- | -------------------- | --------- | --------------------------------------------------------------- |
| 12 febbraio 1995 | Oslo                 | Norvegia  | 4x5 km (con Karri Hietamäki, Harri Kirvesniemi e Mika Kuusisto) |
| 10 dicembre 1995 | Davos                | Svizzera  | 4x10 km (con Karri Hietamäki, Mika Myllylä e Jari Isometsä)     |
| 14 gennaio 1996  | Nové Město na Moravě | Rep. Ceca | 4x10 km (con Mika Myllylä, Harri Kirvesniemi e Jari Isometsä)   |
| 8 dicembre 1996  | Davos                | Svizzera  | 4x10 km (con Jari Isometsä, Harri Kirvesniemi e Mika Myllylä)   |
| 11 marzo 1998    | Lahti                | Finlandia | 4x10 km (con Harri Kirvesniemi, Mika Myllylä e Jari Isometsä)   |